# El Ingenio (Loja)
El Ingenio ist eine Ortschaft und eine Parroquia rural („ländliches Kirchspiel“) im Kanton Espíndola der ecuadorianischen Provinz Loja. Die Parroquia besitzt eine Fläche von 72,31 km². Die Einwohnerzahl lag im Jahr 2010 bei 1871.

## Lage
Die Parroquia El Ingenio liegt in den Anden im äußersten Süden von Ecuador, etwa 15 km von der peruanischen Grenze entfernt. Der Río Pindo fließt entlang der nordwestlichen Verwaltungsgrenze nach Süden. Dessen Nebenfluss Río Chiriyacu begrenzt das Verwaltungsgebiet im Norden. Der etwa 1200 m hoch gelegene Hauptort befindet sich 18,5 km nördlich des Kantonshauptortes Amaluza. El Ingenio liegt unweit der Straße von Amaluza nach Cariamanga und Gonzanamá.
Die Parroquia El Ingenio grenzt im Norden an die Parroquia San Antonio de las Aradas (Kanton Quilanga), im Osten an die Parroquia Quinara (Kanton Loja), im äußersten Südosten an die Provinz Zamora Chinchipe mit der Parroquia Valladolid im Kanton Palanda, im Süden an die Parroquias Santa Teresita, El Airo und 27 de Abril sowie im äußersten Westen an die Parroquia El Lucero und an die Municipio von Cariamanga (beide im Kanton Calvas).